# Ixobrychus
Ixobrychus là một chi chim trong họ Diệc.
Các loài nhiệt đới nói chung không di trú, nhưng 2 loài phương bắc lại di trú một phần, với nhiều cá thể di cư xuống phía nam trong mùa đông.
Các loài của chi Ixobrychus là các loài chim nhỏ hơn so với các loài có họ hàng gần trong chi Botaurus. Chúng sinh sản trong các bụi lau sậy lớn, và thường rất khó quan sát ngoại trừ đôi khi thấy chúng bay do bản chất nhút nhát của chúng. Thức ăn của chúng là cá, ếch nhái cùng các loại động vật thủy sinh khác.

## Từ nguyên
Ixobrychus bắt nguồn từ tiếng Hy Lạp cổ ixias (thực vật giống như lau sậy) và brukhomai (phía dưới).

## Các loài
- Ixobrychus minutus: Little bittern. Phân bố: Trung và nam châu Âu, tây và nam châu Á, châu Phi (gồm cả Madagascar).
- Ixobrychus dubius: Black-backed bittern, Australian little bittern. Phân bố: Australia và miền nam New Guinea. Trước đây gộp trong I. minutus.
- Ixobrychus novaezelandiae: New Zealand bittern (tuyệt chủng). Đặc hữu New Zealand, tuyệt chủng khoảng thập niên 1890.
- Ixobrychus cinnamomeus: Cò lửa, cò lùn hung. Phân bố: Nhiệt đới và cận nhiệt đới châu Á, từ Pakistan, Ấn Độ về phía đông tới Trung Quốc và Đông Nam Á.
- Ixobrychus involucris: Stripe-backed bittern. Phân bố: Nam Mỹ và Trinidad.
- Ixobrychus exilis: Least bittern. Loài này có thể có quan hệ họ hàng gần với Botaurus hơn là với các loài còn lại trong chi Ixobrychus.[3] Phân bố: Châu Mỹ.
- Ixobrychus sinensis: Cò lửa lùn, cò lùn xám. Phân bố: Từ Pakistan, Ấn Độ về phía đông tới Trung Quốc, Nhật Bản, Đông Nam Á, Papua New Guinea.
- Ixobrychus eurhythmus: Cò lùn nâu, cò nâu. Phân bố: Đông Á và Đông Nam Á.
- Ixobrychus sturmii: Dwarf bittern. Phân bố: Nhiệt đới và cận nhiệt đới châu Phi.
- Ixobrychus flavicollis: Cò hương, cò đen[4]. Loài này đôi khi xếp riêng trong chi Dupetor, tuy nhiên các phân tích phát sinh chủng loài phân tử gần đây cho thấy nó lồng sâu trong Ixobrychus.[3][5][6][7] Phân bố: Từ Pakistan, Ấn Độ về phía đông tới Trung Quốc, qua Đông Nam Á tới Australia, Papua New Guinea.